# Sérgio Silva Amaral

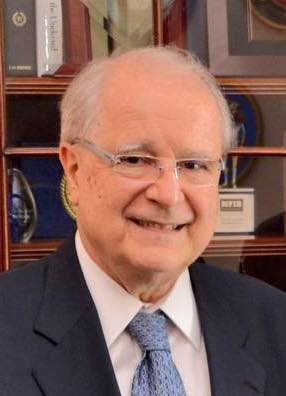
Sérgio Amaral, 2018

Sérgio Silva Amaral (* 1. Juni 1944 in São Paulo; † 13. Juli 2023) war ein brasilianischer Politiker und Diplomat.

## Leben
Sérgio Silva Amaral wurde 1967 Bachelor of Laws der Universidade Federal do Rio de Janeiro und erhielt eine Rechtsanwaltszulassung des Ordem dos Advogados do Brasil - Seção de São Paulo (Standesvereinigung). Er absolvierte den Curso Preparatório à Carreira Diplomática des Rio Branco-Institutes und trat in den auswärtigen Dienst.
Nach seinem Studium 1977 an der Sorbonne als Bachelor der Politikwissenschaft wurde Amaral im diplomatischen Dienst übernommen und 1978 in Bonn, 1990 in Genf, 1984 und 1992 in Washington, D.C. eingesetzt. Von 1988 bis 1989 war er Secretário de Assuntos Internacionais do Ministério da Fazenda (Staatssekretär für internationale Angelegenheiten im Finanzministerium). Er leitete Verhandlungen um Staatsanleihen bei Banken und beim Pariser Club und war Nachrückvertreter der brasilianischen Regierung bei Verhandlungen mit dem Internationalen Währungsfonds, der Weltbank und beim Allgemeines Zoll- und Handelsabkommen. Von 1990 bis 1991 war Amaral während der Uruguay-Runde Vorsitzender der G24 in Währungsfragen.
Im Jahr 1993 leitete er als Secretário Executivo do Ministério do Meio Ambiente e da Amazônia Legal das Umweltministerium und wurde ein Jahr später Bürovorsteher des Finanzministers. Von 1995 bis 1998 wurde er als Staatsminister für Sozialkommunikation und Regierungssprecher von Fernando Henrique Cardoso berufen. Es folgte vom 7. April 1999 bis zum 18. Oktober 2001 eine Verwendung als Ambassador to the Court of St James’s, bevor er bereits ab dem 1. August 2001 bis zum 31. Dezember 2002 wieder als Minister für Entwicklung, Industrie und Außenhandel im Kabinett tätig war. Zugleich leitete er als Vorsitzender den Aufsichtsrat der Banco Nacional de Desenvolvimento Econômico e Social und den Rat der Câmara do Comércio Exterior (Außenhandelskammer). Schließlich wurde Amaral vom 29. April 2003 bis zum Oktober 2005 als Botschafter in Frankreich eingesetzt und vertrat zugleich die Regierung von Luiz Inácio Lula da Silva bei der Organisation für wirtschaftliche Zusammenarbeit und Entwicklung.
Sérgio Silva Amaral starb im Juli 2023 im Alter von 79 Jahren.